# Іран на літніх Олімпійських іграх 1960
Іран на літніх Олімпійських іграх 1960 року, які проходили в Римі, був представлений 25 спортсменами (усі чоловіки) у 5 видах спорту: легка атлетика, бокс, стрільба, важка атлетика та боротьба. Прапороносцем на церемонії відкриття Олімпійських ігор був важкоатлет Джафар Салмасі, який не брав участь в Олімпіаді-1960.
Іран вчетверте взяв участь у літніх Олімпійських іграх. Іранські спортсмени здобули 4 медалі: одну срібну та три бронзових. В неофіційному заліку збірна Ірану зайняла 27-е загальнокомандне місце.

## Учасники
За видом спорту та статтю
| Вид спорту     | Чоловіки | Жінки | Разом |
| -------------- | -------- | ----- | ----- |
| Легка атлетика | 1        | 0     | 1     |
| Бокс           | 4        | 0     | 4     |
| Стрільба       | 1        | 0     | 1     |
| Важка атлетика | 7        | 0     | 7     |
| Боротьба       | 12       | 0     | 12    |
| Разом          | 25       | 0     | 25    |

## Медалісти
| Медаль | Спортсмен         | Вид спорту     | Дисципліна                       |
| ------ | ----------------- | -------------- | -------------------------------- |
| Срібло | Голамреза Тахті   | Боротьба       | вільна боротьба, до 87 кг        |
| Бронза | Ісмаїл Елмхан     | Важка атлетика | до 56 кг                         |
| Бронза | Ібрагім Сейфпур   | Боротьба       | вільна боротьба, до 52 кг        |
| Бронза | Мохаммад Пазіраей | Боротьба       | греко-римська боротьба, до 52 кг |

## Бокс
| Спортсмен          | Категорія  | 1/32 фіналу | 1/16 фіналу                  | 1/8 фіналу                                   | Чвертьфінал | Півфінал   | Фінал      | Місце |
| ------------------ | ---------- | ----------- | ---------------------------- | -------------------------------------------- | ----------- | ---------- | ---------- | ----- |
| Езарія Ільханофф   | до 51 кг   | Bye         | Джеймс Бадріан (RHO) W 4–1   | Мігель Анхель Ботта (ARG) L технічна поразка | не пройшов  | не пройшов | не пройшов | 9     |
| Садех Аліакбарзаде | до 54 кг   | Bye         | Мухаммад Насір (PAK) L 1–4   | не пройшов                                   | не пройшов  | не пройшов | не пройшов | 17    |
| Вазік Казарян      | до 63,5 кг | Bye         | Боббі Келсі (GBR) L 2–3      | не пройшов                                   | не пройшов  | не пройшов | не пройшов | 17    |
| Амір Джаварі       | до 67 кг   | Bye         | Альфредо Корнехо (CHI) W 3–2 | Лешек Дрогош (POL) L 0–5                     | не пройшов  | не пройшов | не пройшов | 9     |

## Боротьба
Вільна боротьба
| Спортсмен         | Дисципліна  | Раунд 1                            | Раунд 2                          | Раунд 3                          | Раунд 4                              | Раунд 5                    | Раунд 6                        | Фінал                              | Місце |
| ----------------- | ----------- | ---------------------------------- | -------------------------------- | -------------------------------- | ------------------------------------ | -------------------------- | ------------------------------ | ---------------------------------- | ----- |
| Ібрагім Сейфпур   | до 52 кг    | Дітер Грюнінг (AUS) W туше         | Вяйно Рантала (FIN) W туше       | Леслав Кропп (POL) W туше        | Андре Зете (FRA) W туше              | Алі Алієв (URS) W туше     | Ахмет Білек (TUR) L за очками  | Мацубара Масаюкі (JPN) L за очками | 3     |
| Мехді Ягубі       | до 57 кг    | Гюсеїн Акбаш (TUR) D за очками     | Вітторіо Мансіні (SMR) W туше    | Ім Кван-Цзи (KOR) W за очками    | Асаї Тадасі (JPN) L за очками        | не пройшов                 |                                | не пройшов                         | 7     |
| Мохаммад Хадем    | до 62 кг    | Володимир Рубашвілі (URS) L туше   | Лю Джіані (USA) W за очками      | КангЧон Го (KOR) W туше          | Сато Тамідзі (JPN) L туше            | не пройшов                 | не пройшов                     | не пройшов                         | 8     |
| Мустафа Таджикі   | до 67 кг    | Мугаммед Ашрафуддін (PAK) W туше   | Гайрулла Шахін (TUR) W за очками | Амін Назем (LIB) W туше          | Тоні Рієс (RSA) W туше               | Єньо Вилчев (BUL) L туше   | Шелбі Вілсон (USA) L за очками |                                    | 4     |
| Імам-Алі Габібі   | до 73 кг    | Чой Міонг Чон (KOR) W туше         | Оке Карлссон (SWE) W за очками   | Мугаммед Башир (PAK) W за очками | Гаетано Де Вескові (ITA) W за очками | Дуглас Блюбау (USA) L туше |                                | не пройшов                         | 4     |
| Мансур Мехдізаде  | до 79 кг    | Фред Томас (NZL) L туше            | Ганс Антонссон (SWE) W за очками | Гасан Гюнгер (TUR) D за очками   | не пройшов                           | не пройшов                 |                                |                                    | 12    |
| Голамреза Тахті   | до 87 кг    | Гулам Могіуддін Гунга (AFG) W туше | Патрік Парсонс (AUS) W туше      | Кавано Шунічі (JPN) W туше       | Гуріч Дьордь (HUN) W туше            | Мані ван Зил (RSA) W туше  |                                | Ісмет Атли (TUR) L за очками       | 2     |
| Ягуб Алі Шурварзі | понад 87 кг | Макс Ордман (RSA) W туше           | Савкудз Дзарасов (URS) L туше    | Вільфрід Дітріх (EUA) L туше     | не пройшов                           | не пройшов                 |                                | не пройшов                         | 10    |

Греко-римська боротьба
| Спортсмен           | Дисципліна | Раунд 1                          | Раунд 2                            | Раунд 3                         | Раунд 4                       | Раунд 5                          | Раунд 6    | Фінал      | Місце |
| ------------------- | ---------- | -------------------------------- | ---------------------------------- | ------------------------------- | ----------------------------- | -------------------------------- | ---------- | ---------- | ----- |
| Мохаммад Пазіраї    | до 52 кг   | Моріц Мевіс (BEL) W за очками    | Осман Аль-Саєд (EGY) L за очками   | Стефан Гайдук (POL) W за очками | Bye                           | Іван Кочергін (URS) W за очками  |            |            | 3     |
| Алі Банігашемі      | до 57 кг   | Їржі Швец (TCH) L за очками      | Стіпан Дора (YUG) L за очками      | не пройшов                      | не пройшов                    | не пройшов                       |            | не пройшов | 17    |
| Гуссейн Моллагасемі | до 62 кг   | Рауно Мякінен (FIN) W за очками  | Жозе Антоніу Грегоріу (POR) W туше | Лі Аллен (USA) W за очками      | Міхай Шульц (ROU) W за очками | Констянтин Вирупаєв (URS) L туше | не пройшов | не пройшов | 6     |
| Мансур Газраті      | до 79 кг   | Пентті Пункарі (FIN) D за очками | Їржі Корманік (TCH) L за очками    | Казим Айваз (TUR) L за очками   | не пройшов                    | не пройшов                       | не пройшов | не пройшов | 14    |

## Важка атлетика
Чоловіки
| Спортсмен            | Дисципліна | Вивага       | Ривок        | Поштовх      | Разом        | Місце        |
| -------------------- | ---------- | ------------ | ------------ | ------------ | ------------ | ------------ |
| Ісмаїл Ельмхан       | до 56 кг   | 97.5         | 100.0        | 132.5        | 330.0        | 3            |
| Алі Сафа-Сонболі     | до 60 кг   | 92.5         | не підняв    | —            | —            | —            |
| Генрік Тамраз        | до 67,5 кг | 112.5        | 105.0        | 130.0        | 347.5        | 14           |
| Могаммад Амі-Теграні | до 75 кг   | 117.5        | 120.0        | 155.0        | 392.5        | 6            |
| Ібрагім Пейраві      | до 75 кг   | не стартував | не стартував | не стартував | не стартував | не стартував |
| Мангашті Аміріан     | до 82,5 кг | 120.0        | 120.0        | 150.0        | 390.0        | 10           |
| Манушехр Боруманд    | до 90 кг   | не стартував | не стартував | не стартував | не стартував | не стартував |

## Легка атлетика
| Спортсмен      | Дисципліна                  | Кваліфікація | Кваліфікація | Фінал      | Фінал      |
| Спортсмен      | Дисципліна                  | Результат    | Місце        | Результат  | Місце      |
| -------------- | --------------------------- | ------------ | ------------ | ---------- | ---------- |
| Руголла Рамані | потрійний стрибок, чоловіки | 14.70        | 30           | не пройшов | не пройшов |

## Стрільба
| Спортсмен             | Дисципліна                      | Кваліфікація | Кваліфікація | Фінал      | Фінал      |
| Спортсмен             | Дисципліна                      | Результат    | Місце        | Результат  | Місце      |
| --------------------- | ------------------------------- | ------------ | ------------ | ---------- | ---------- |
| Голам Гуссейн Мобасер | гвинтівка з трьох позицій, 50 м | 471          | 71           | не пройшов | не пройшов |
| Голам Гуссейн Мобасер | гвинтівка лежачи, 50 м          | 384          | 33 Q         | 567        | 50         |